# Obora (album Nuclear Vomit)
Obora – pierwszy album studyjny polskiego zespołu deathgrindowego Nuclear Vomit.

## Lista utworów
1. "Scream of Rotten Whore"
2. "Bestial Devastation"
3. "Torped's from Satan's Ass"
4. "Voicefetor"
5. "Analcephalus"
6. "Pathological Bestial Masturbation"
7. "Halucinagore Orgy"
8. "XXX Maniacs"
9. "Violence’s Slave"
10. "Obora"
11. "Poland-Catholand-Patholand"
12. "Gorefuck"
13. "Pornoland"
14. "Cold Turkey" (cover Ahumado Granujo)
15. "Slaughterhouse" (cover Mortician)

## Twórcy
- Ulcer - wokal
- Terrorvomitseparathor - gitara
- Pathologicalannihilator - perkusja
- Rottenvaginaltormentor - gitara basowa
- Vaginathor - wokal